# Real Monarchs
I Real Monarchs sono una società calcistica professionistica statunitense con base a Salt Lake City, nello Utah, che disputa le proprie partite casalinghe presso il Zions Bank Stadium di Herriman, impianto dotato di 5.000 posti a sedere. Sono la squadra riserve del Real Salt Lake, franchigia della Major League Soccer.
Attualmente milita nella MLS Next Pro, campionato di terzo livello nella piramide calcistica americana.

## Storia
I Real Monarchs vennero fondati nel 2014 come squadra riserve del Real Salt Lake allo scopo di far acquisire maggiore esperienza ai giovani del vivaio prima di arrivare in prima squadra. Il club pianificava infatti di competere nella USL Pro (l'allora terza divisione statunitense) a partire dalla stagione successiva. Il 23 dicembre dello stesso anno fu nominato primo allenatore della storia del neonato club l'allenatore delle giovanili del Real Salt Lake Freddy Juarez.
Il 22 marzo 2015 la squadra disputò la sua prima partita ufficiale ottenendo un pareggio senza reti sul campo del L.A. Galaxy II.
Al termine della stagione 2016 Juarez venne promosso assistente allenatore della prima squadra e fu nominato come nuovo allenatore l'ex New York Red Bulls Mike Petke, il quale rimase alle redini dei Monarchs fino al 29 marzo successivo, quando fu nominato head coach della prima squadra e fu rimpiazzato dal suo assistente Mark Briggs.
il 29 giugno 2017, sconfiggendo il Reno 1868 col risultato di 2-1, il club stabilì l'allora record assoluto della USL di nove vittorie consecutive. Il 7 ottobre successivo, grazie ad un pareggio per 1-1 contro i Vancouver Whitecaps II, i Real Monarchs conquistarono con una giornata di anticipo il primo trofeo ufficiale della loro storia sollevando il titolo di campione della stagione regolare USL. La squadra concluse quella campagna con 67 punti, frutto di 20 vittorie, 7 pareggi ed appena 5 sconfitte. I successivi playoff, tuttavia, non arrisero ai Monarchs, i quali uscirono già al primo turno per mano del Sacramento Republic, uscito vincitore ai calci di rigore a seguito di un pareggio per 1-1.
Dopo un'altra eliminazione al primo turno dei playoff nel 2018, nel 2019 la squadra, guidata ora da Jámison Olave, chiuse la regular season al quarto posto della Western Conference, ma successivamente si rese protagonista di una grande cavalcata nei playoff: i Monarchs, infatti, dopo aver battuto l'Orange County per 6-2, riuscirono nell'impresa di eliminare i campioni della stagione regolare del Phoenix Rising per 2-1 e successivamente di laurearsi campioni della Western Conference dopo aver sconfitto in casa l'El Paso Locomotive per 2-1 grazie ad una rete allo scadere dei tempi supplementari. La finalissima, disputata il 17 novembre sul campo del Louisville City, vide i Monarchs alzare al cielo il secondo trofeo della propria storia a seguito della vittoria maturata in rimonta per 3-1.
Nel 2020, la pandemia di COVID-19 sconvolse la stagione regolare della lega che suddivise le 35 partecipanti in gironi composti da 5 o da 4 squadre su base regionale. Il Real Monarchs partecipò nel girone C da 4 squadre, chiudendo all'ultimo posto e mancando così la qualificazione ai playoff. Stesso fu il destino della franchigia la stagione seguente, nel 2021, quando si posizionò 14ª nella Western conference, saltando quindi la post season.

## Stadio
A partire dal 2018 il Real Monarchs disputa le proprie gare interne presso il Zions Bank Stadium di Herriman, impianto da 5.000 posti a sedere adiacente alle strutture di allenamento del Real Salt Lake.
Nelle prime tre stagioni della storia del club, invece, la squadra ha utilizzato il Rio Tinto Stadium, impianto da 20.000 posti situato a Sandy.

## Rosa 2021
| N. |                          | Ruolo | Calciatore     |
| -- | ------------------------ | ----- | -------------- |
| 41 | Burkina Faso (bandiera)  | C     | Ibrahima Bancé |
| 42 | Stati Uniti (bandiera)   | A     | Aris Briggs    |
| 45 | Nuova Zelanda (bandiera) | D     | Kyle Adams     |
| 47 | Stati Uniti (bandiera)   | A     | Charlie Wehan  |
| 50 | Colombia (bandiera)      | C     | Brayan Gómez   |
| 52 | Colombia (bandiera)      | D     | Kevin Saucedo  |
| 54 | Stati Uniti (bandiera)   | C     | Sam Brown      |
| 55 | Stati Uniti (bandiera)   | P     | Jimmy Slayton  |
| 58 | Irlanda (bandiera)       | D     | Timi Sobowale  |

| N. |                          | Ruolo | Calciatore       |
| -- | ------------------------ | ----- | ---------------- |
| 60 | Ecuador (bandiera)       | D     | Josimar Quintero |
| 61 | Canada (bandiera)        | A     | Malik Johnson    |
| 63 | Nuova Zelanda (bandiera) | A     | Max Mata         |
| 65 | Stati Uniti (bandiera)   | C     | Julio Benitez    |
| 80 | Stati Uniti (bandiera)   | P     | Gavin Beavers    |
| 85 | Stati Uniti (bandiera)   | A     | Axel Kei         |
| 93 | Stati Uniti (bandiera)   | A     | Yekeson Subah    |
| 99 | Messico (bandiera)       | D     | Jaziel Orozco    |

## Rosa 2019
| N. |                        | Ruolo | Calciatore           |
| -- | ---------------------- | ----- | -------------------- |
| 1  | Stati Uniti (bandiera) | P     | Alex Horwath         |
| 4  | Stati Uniti (bandiera) | D     | Donny Toia           |
| 6  | Stati Uniti (bandiera) | C     | Kelyn Rowe           |
| 19 | Inghilterra (bandiera) | C     | Luke Mulholland      |
| 20 | Stati Uniti (bandiera) | D     | Erik Holt            |
| 21 | Stati Uniti (bandiera) | C     | Tate Schmitt         |
| 24 | Stati Uniti (bandiera) | P     | David Ochoa          |
| 26 | Stati Uniti (bandiera) | C     | Luis Arriaga         |
| 27 | Messico (bandiera)     | C     | Julian Vázquez       |
| 40 | Stati Uniti (bandiera) | D     | James Moberg         |
| 41 | Camerun (bandiera)     | A     | Lionel Abate Etoundi |
| 42 | Honduras (bandiera)    | A     | Douglas Martínez     |
| 43 | Stati Uniti (bandiera) | C     | Justin Portillo      |
| 44 | Cuba (bandiera)        | C     | Maikel Chang         |
| 46 | Stati Uniti (bandiera) | C     | Damian German        |

| N. |                              | Ruolo | Calciatore                |
| -- | ---------------------------- | ----- | ------------------------- |
| 48 | Scozia (bandiera)            | C     | Jack Blake                |
| 49 | Panama (bandiera)            | C     | Ricardo Ávila             |
| 51 | Stati Uniti (bandiera)       | P     | Andrew Putna              |
| 52 | Stati Uniti (bandiera)       | D     | Kalen Ryden               |
| 53 | Trinidad e Tobago (bandiera) | D     | Noah Powder               |
| 54 | Stati Uniti (bandiera)       | C     | Sam Brown                 |
| 56 | Polonia (bandiera)           | D     | Konrad Plewa              |
| 57 | Stati Uniti (bandiera)       | A     | Kyle Coffee               |
| 59 | Honduras (bandiera)          | C     | Luis Palma                |
| 61 | Brasile (bandiera)           | P     | Evan Finney               |
| 62 | Stati Uniti (bandiera)       | C     | Jordan Pena               |
| 63 | Stati Uniti (bandiera)       | D     | Steve Jasso               |
| 64 | Honduras (bandiera)          | C     | Cristian Cálix            |
| 81 | Haiti (bandiera)             | D     | Kurowskybob Fertil-Pierre |

## Palmarès

### Competizioni nazionali
- USL Championship: 1

2019

### Altri trofei
- Commissioner's Cup: 1

2017